# Peter Mlakar
Peter Mlakar, slovenski filozof, pesnik, pisatelj, igralec, retorik, performer, * 30. maj 1951, Ljubljana.
Mlakar je sin arhitekta, fotografa in scenografa Toneta Mlakarja in modne oblikovalke Vere Bricelj Mlakar. Leta 1957 se je družina preselila v Škofjo Loko, kjer je Peter obiskoval gimnazijo. Že kot šolar se je ukvarjal z gledališčem, organiziral predstave in šolske zabave ter se pridružil gledališkim skupinam.
Diplomiral je na Filozofski fakulteti v Ljubljani, pri profesorju Borisu Majerju na filozofiji ter pri profesorju Dušanu Pirjevcu na primerjalni književnosti. Objavljal je v Tribuni od sredine 1970-ih in na Radiu Študent. V 1980-ih tudi pod psevdonimom erotično literaturo v Mladini, Dnevnikovi Podmornici in Novi reviji. Leta 1987 se je pridružil umetniški skupini Laibach, deloval je v okviru Oddelka za čisto in praktično filozofijo pri Neue Slowenische Kunst.

## Izbrana bibliografija
- ——— (1985), Lepe Kartažanke, Ljubljana
- ——— (1992), Spisi o nadnaravnem, Ljubljana
- ——— (1995), Skrivnosti srca, Ljubljana
- ——— (1997), Uvod v Boga, Ljubljana
- ——— (1998), Mera in čut, Ljubljana
- ——— (1999), Hribi in doline, Ljubljana
- ——— (2005), Gorska roža, Ljubljana
- ——— (2007), Omračitev uma, Ljubljana
- ——— (2011), Vojna, Ljubljana
- ——— (2014), Mišljenje, ki to ni, Ljubljana
- ——— (2017), Nad ‒ Nekatere vsebine iz meontologije, apofatične teologije in absolutnega idealizma, Ljubljana
- ——— (2019), Odilo, Ljubljana: Založba NSK, COBISS 298772736, ISBN 978-961-90789-6-9